# Hide Your Heart Tour
El Hide Your Heart Tour —en español: Gira ocultar su corazón— fue la primera gira musical de la cantante galesa Bonnie Tyler. La gira promocionó su séptimo álbumes de estudio Hide Your Heart lanzado en el mismo año. Un momento notable de la gira fue cuando Tyler se presentó en el Festival de Reading, donde se encontró con una multitud lanzando botellas al escenario.

## Fechas
| Fecha              | Ciudad     | País       |
| ------------------ | ---------- | ---------- |
| 2 de mayo de 1988  | Portsmouth | Inglaterra |
| 3 de mayo de 1988  | Folkestone | Inglaterra |
| 7 de mayo de 1988  | Gloucester | Inglaterra |
| 8 de mayo de 1988  | Cornwall   | Inglaterra |
| 10 de mayo de 1988 | Guildford  | Inglaterra |
| 11 de mayo de 1988 | Londres    | Inglaterra |
| 12 de mayo de 1988 | Tunbridge  | Inglaterra |
| 14 de mayo de 1988 | Poole      | Inglaterra |
| 15 de mayo de 1988 | Cardiff    | Gales      |
| 17 de mayo de 1988 | Derby      | Inglaterra |
| 18 de mayo de 1988 | Nottingham | Inglaterra |
| 21 de mayo de 1988 | Aberdeen   | Escocia    |
| 22 de mayo de 1988 | Livingston | Escocia    |
| 24 de mayo de 1988 | Newcastle  | Inglaterra |
| 25 de mayo de 1988 | Llandudno  | Gales      |
| 27 de mayo de 1988 | Liverpool  | Inglaterra |
| 28 de mayo de 1988 | Bristol    | Inglaterra |
| 30 de mayo de 1988 | Sheffield  | Inglaterra |
| 31 de mayo de 1988 | Manchester | Inglaterra |